# Theodor Habicht
Theodor ("Theo") Habicht, född 4 april 1898, död 31 januari 1944, var en tysk politiker och publicist.
Theodor Habicht deltog som frivillig i första världskriget, hade befälsställning under nedslåendet av spartakistupproret 1918–1919 och var därefter affärsman. Han spelade från 1927 en framträdande roll som författare och distriktsledare i den nationalsocialistiska rörelsen och fick 1931 i uppdrag att leda dess propaganda i Österrike med titeln Landesinspektor für Österreich. I maj 1933 utnämndes han till pressattaché vid tyska beskickningen i Wien men måste samma år lämna Österrike. Habicht fortsatte sin verksamhet i radiopropagandan från München, men efter den misslyckade kuppen i Wien i juli 1934 sköts han åt sidan från nazisternas fortsatta drivande av Anschlusspolitiken. Från borgmästarposter i tyska landsorten avancerade Habicht till statssekreterare i utrikesministeriet. Han stupade 1944 som kapten på östfronten.